# Пурбе, Марсель
Марсель Пурбе (англ. Marcel Pourbaix; 16 сентября 1904 года, Мышега, Тульская губерния, Россия — 28 сентября 1998, Уккел, Бельгия) — бельгийский химик русского происхождения.

## Биография
Родился в семье консультанта по вопросам инженерных проектов.
Изучал коррозию и способы её предотвращения.
Сделал свои самые известные открытия в ходе исследовательских работ в Брюссельском свободном университете. Его самым большим достижением является определение потенциала рН, более известное как «Диаграмма Пурбе». Диаграммы Пурбе — это термодинамические диаграммы, построенные с помощью уравнения Нернста, визуализирующие взаимосвязи между возможными фазами системы, ограниченными линиями, представляющими реакции между ними. Диаграммы известны как фазовые диаграммы.

Диаграмма Пурбе для системы Fe-H_{2}O

В 1963 году Пурбе издал «Атлас электрохимических равновесий», который содержит потенциал-рН-диаграммы для всех элементов, известных на то время. Пурбе и его коллеги начали над ним работать ещё в начале 1950-х.
Был не только ученым, но и опытным пианистом.
В честь заслуг и достижений Марселя Пурбе его именем названа награда которая вручается За содействие международному сотрудничеству на Международном коррозионном конгрессе (англ. International Corrosion Congress) раз в три года.

## Награды и достижения
- Бельгийская премия правительства Excellence Award (1922)
- Награда Королевского бельгийского общества инженеров и промышленников (1933)
- Премия Gijsbert Hodenpijl, Технологический университет Делфта (1940)
- Премия имени Уиллис Родни Уитни (Национальная ассоциация инженеров коррозии) (1969)[4]
- Медаль Кавалларо (Европейская федерация коррозии) (1975) [5]
- Медаль Палладия (электрохимическое общество) (1975)[6]
- Премия Vinçotte (Европейскио сообщество) (1978)
- Награда U.R. Эванс  (Институт коррозии науки и техники) (1979)
- Медаль За заслуги в коррозии (Мексиканская Ассоциация коррозии Ingenieros) (1981)

- Почётный член бельгийского американского образовательного фонда (1949)[7]
- Пожизненный почетный член австралийской Ассоциации коррозии (1975)[8]
- Социальная награда Бразильской ассоциация Corrosão (1978)[9]
- Член Института коррозии науки и техники (1979)
- Почетный профессор университета науки и технологий Пекине (1980)
- Почетный дипломом Национального автономного университета Мексики (1981)